# كارلوس تابرنر
كارلوس تابرنر (مواليد 8 أغسطس 1997) هو لاعب تنس محترف إسباني، أعلى تصنيف له في الفردي كان ال85 في مايو 2022.

## روابط خارجية
- كارلوس تابرنر على موقع رابطة محترفي التنس (الإنجليزية)
- كارلوس تابرنر على موقع الاتحاد الدولي لكرة المضرب (الإنجليزية)
- كارلوس تابرنر على موقع خلاصة التنس.كوم (الإنجليزية)
- كارلوس تابرنر على موقع إي إس بي إن.كوم (الإنجليزية)